# Chuck Connors
Chuck Connors, eredeti nevén Kevin Joseph Aloysius Connors (Brooklyn, New York, 1921. április 10. – Los Angeles, Kalifornia, 1992. november 10.  in ) amerikai baseball- és kosárlabdajátékos, színész.

## Élete

### Származása, sportolói pályája
Ír-amerikai szülők gyermekeként született. A Seton Hall College-ba járt, majd belépett az amerikai hadseregbe. A második világháború befejezése után a Boston Celtics csapatában kosárlabdajátékosként kezdett dolgozni, majd átváltott a baseball-ra. Négygyermekes családját el kellett tartania, ezért az 1940-es évek végén egy alsó osztályban játszó Los Angeles-i klubhoz szegődött el. Vendégjátékosként rövid ideig játszott a Brooklyn Dodgers-nél (1949) és a Chicago Cubsnál (1951). A Major League Baseball-ban összesen 67 meccset játszott.

### Színészi pályája
Baseball-játékos mérkőzésein fedezték fel a filmipar tehetségkutató ügynökei. 1952-ben kisebb mellékszerepet kapott a Pat és Mike c. filmben, ahol a seriffet játszotta.
Tehetséges színjátszónak bizonyult. Kiemelkedő tesmagassága (198 cm / 6 láb és 6 hüvelyk), a baseballon edződött izmos testfelépítése, markáns arcvonásai a western és a bűnügyi filmek ideális „kemény férfi” szereplőjévé tették. Legtöbb szerepében ilyen karaktereket alakított. A világhírt a The Rifleman (A puskás ember) című tévésorozat hozta meg számára, melynek főszerepeit (Lucas McCain-t és Earl Bantry-t) a sorozat összes, 158 epizódjában ő játszotta.
Bár szervezetében tüdőrákot diagnosztizáltak, Connors folyamatosan dolgozott a filmiparban és a televízióban is, 1991-es kényszerű visszavonulásáig. Rákbetegsége következtében hunyt el 1992. november 10-én a Los Angeles-i Cedars-Sinai kórházban, 71 évesen.

### Magánélete
Első házasságát még aktív baseballjátékos korában, 1948-ban kötötte Elizabeth Jane „Betty” Riddellel. Négy fiúgyermekük született, Michael (1950–2017), Jeffrey (1952–2014), Stephen (1953) és Kevin Connors (1956–2005). A házasságot 1961-ben felbontották.
1963-ban Connors a kolléganőjét, a félvér indián Kamala Devi színésznőt (1933–2010) vette feleségül. Két rövid életű western-sorozatban (Cowboy in Africa, Branded) léptek fel együtt, 1972-ben elváltak.
1973-ban ismerkedett meg Faith Quabius (*1940) színésznővel, a Zöld szója (Soylent Green) disztópia-film forgatásán, amelyben mindketten szerepeltek. 1977-ben összeházasodtak, de már 1979-ben elváltak.
- A Rifleman c. western-sorozatban (1962)
- A Branded c. western-sorozatban Anne Morrellel (1965)
- Közös fénykép Ronald Reagan elnökkel a Fehér Házban(1985)

## Főbb filmszerepei
- 1952: Pat és Mike (Pat and Mike); rendőrfőnök
- 1953: Trouble Along the Way; Stan Schwegler
- 1953: South Sea Woman; Davey White közkatona
- 1954: Dragonfly Squadron; Warnowski százados
- 1954: The Human Jungle; Earl Swados
- 1954: Naked Alibi; Owen Kincaide kapitány
- 1955: Adventures of Superman, tévésorozat; Sylvester J. Superman
- 1955: Target Zero; Moose közkatona
- 1955: Three Stripes in the Sun; Idaho Johnson
- 1955: Good Morning, Miss Dove; Bill Holloway
- 1956: Frontier, tévésorozat; Thorpe Henderson
- 1956: Walk the Dark Street; Frank Garrick
- 1956: Gunsmoke, tévésorozat; Sam Keeler
- 1956: Hot Rod Girl; Ben Merrill nyomozó
- 1957: Tomahawk Trail; Wade McCoy őrmester
- 1957: Formatervezett nő (Designing Woman); Johnnie „O”
- 1957: The Hired Gun; Judd Farrow
- 1957: The Silent Service, tévésorozat; Jim Liddell hadnagy
- 1957: The Restless Gun, tévésorozat; Toby Yeager
- 1957: Betyár, a hűséges tolvaj (Old Yeller); Burn Sanderson
- 1957 Big-Foot Wallace, tévéfilm; „Big Foot” Wallace
- 1958 Date with the Angels, tévésorozat; Stacey L. Stacey
- 1958: The Lady Takes a Flyer; Phil Donahoe
- 1958: Idegen a cowboyok között (The Big Country); Buck Hannassey
- 1962: Geronimo; Geronimo
- 1958−1963: The Rifleman, tévésorozat; 168 epizódban; Lucas McCain / Earl Bantry
- 1963: Flipper; Porter Ricks
- 1963: Move Over, Darling; Stephen Burkett
- 1963-1964: Arrest and Trial, tévésorozat; John Egan
- 1966: A bosszún túl (Ride Beyond Vengeance); Jonas Trapp, a „Tigris”
- 1965–1966 Branded, tévésorozat, 48 epizódban; Jason McCord
- 1966: The Hero, tévésorozat; önmaga
- 1967–1968: Cowboy in Africa, tévésorozat, 26 epizódban; Jim Sinclair
- 1969: Némó kapitány és a víz alatti város (Captain Nemo and the Underwater City); Robert Fraser szenátor
- 1970: The Deserter; Reynolds
- 1971: The Name of the Game; tévésorozat; Brill kormányzó
- 1971: Hurrá, van bérgyilkosunk! (Support Your Local Gunfighter); „Swifty” Morgan
- 1972: The Proud and Damned; Will Hansen
- 1972: Night of Terror, tévéfilm; Brian DiPaulo
- 1972: Pancho Villa bosszúja (Pancho Villa); Wilcox ezredes
- 1973: Set This Town on Fire, tévéfilm; Buddy Bates
- 1973: The Horror at 37.000 Feet, tévéfilm; Ernie Slade kapitány
- 1973: Zöld szója (Soylent Green); Tab Fielding
- 1973: The Mad Bomber; William Dorn
- 1975: Il lupo dei mari; Wolf Larsen
- 1975: The Six Million Dollar Man, tévésorozat; Niles Lingstrom
- 1973−1976: Police Story, tévésorozat; Barrett őrmester
- 1977: Gyökerek (Roots); Tom Moore
- 1979: Tourist Trap; Slauson
- 1979: Day of the Assassin; Fleming
- 1982: Airplane 2. – A folytatás (Airplane II: The Sequel); őrmester
- 1983: Balboa: Gazdagok játszótere (Balboa); Alabama Dern
- 1983: Szerelemhajó (The Love Boat); Jake Farrell
- 1983: Afghanistan pourquoi?, szovjet ezredes
- 1983−1984: The Yellow Rose, tévésorozat; Jeb Hollister
- 1986: Pillangó forradalom (Summer Camp Nightmare); Mr. Warren
- 1987: Sakura Killers; ezredes
- 1987: Terror kommandó (Terror Squad); Rawlings rendőrfőnök
- 1987: Maniac Killer; Roger Osborne professzor
- 1988: A texasi vonatrablás (Once Upon a Texas Train), tévéfilm; Nash Crawford
- 1987−1988: Werewolf, tévésorozat; János Skorzeny kapitány
- 1985−1988: Gyilkos sorok (Murder She Wrote), tévésorozat, 8 epizódban, különféle szerepekben
- 1989: Skinheads; Mr. Huston
- 1989: Wolf, tévésorozat; Gyilkosságra kiképezve c. rész; Ed Cooper
- 1989: High Desert Kill (TV Movie), Stan Brown
- 1991: A nagy hazárdőr 4. (The Gambler Returns: The Luck of the Draw), lövész
- 1992: Gyilkos határidő (Three Days to a Kill); Damian Wright kapitány